# ماسامیچی یامادا
ماسامیچی یامادا (انگلیسی: Masamichi Yamada؛ زادهٔ ۷ آوریل ۱۹۸۱) بازیکن فوتبال اهل ژاپن است.